# لوسي ويلز
لوسي ويلز (بالإنجليزية: Lucy Wills)‏ (10 مايو 1888 - 26 أبريل 1964م)، طبيبة إنجليزية وأخصائية أمراض دم رائدة. أجرت عملاً هائلاً في الهند في أواخر عشرينيات القرن العشرين وبداية الثلاثينيات من القرن العشرين بشأن فقر الدم كبير الخلايا عند الحوامل. أدت ملاحظاتها إلى اكتشافها عامل تغذوي في الخميرة يمنع هذا الاضطراب ويعالجه. يتميز فقر الدم كبير الخلايا بخلايا الدم الحمراء المتضخمة وتهديده للحياة. النساء الحوامل الفقيرات في المناطق المدارية مع عدم كفاية الحميات معرضات لهذا المرض بشكل خاص. تبين أن العامل التغذوي الذي حددته لوسي ويلز («عامل ويلز») هو الفوليت، وهو الصيغة الطبيعية لحمض الفوليك.

## حياتها المبكرة
ولدت لوسي ويلز في 10 مايو 1888 في سوتون كولدفيلد بالقرب من برمنغهام. كان جد والدها، وليام ويلز، محاميًا بارزًا في برمنغهام من عائلة موحّدة غير متوافقة. كان ابنه وجده قد اشترى شركة لأدوات الحواف في في مصنع خاص لتصنيع المناجل والأدوات الأخرى، وواصل والدها العمل في هذه المهنة وكانت الأسرة مستقرةً ماليًا.
كان والد لوسي ويلز، «وليام ليونارد ويلز» (1858-1911)، خريجًا للعلوم في كلية أوينز في مانشستر. كانت والدتها، جيرترود آني ويلز ني جونستون (1855-1939)، هي الابنة الوحيدة (مع ستة أشقاء) لطبيب معروف في برمنغهام، الدكتور جيمس جونستون. كان للعائلة اهتمام قوي بالمسائل العلمية. كان جد والد لوسي، وليام ويلز، قد شارك في الرابطة البريطانية لتقدم العلوم، وكتب أوراقًا عن الأرصاد الجوية والملاحظات العلمية الأخرى. وكان والد لوسي مهتمًا بشكل خاص بعلم النبات، علم الحيوان، الجيولوجيا والعلوم الطبيعية عمومًا، وكذلك في علم التصوير المتطور. حمل شقيقها، ليونارد جونستون ويلز هذا الاهتمام بالجيولوجيا والعلوم الطبيعية إلى مسيرته الخاصة بنجاح كبير.
نشأت لوسي ويلز في بلدة بالقرب من برمنغهام، في البداية في سوتون كولدفيلد، ثم من عام 1892م في بارنت جرين جنوب برمنغهام. ذهبت في البداية إلى مدرسة محلية تسمى تانجلوود تديرها السيدة آش، مربية سابقة لعائلة تشامبرلين في برمنغهام.

### كلية شلتنهام للسيدات
لم يكن لدى الفتيات الإنجليز سوى فرص قليلة للتعليم والدخول في المهن (خاصة الطب) حتى نهاية القرن التاسع عشر. كانت لوسي ويلز من الجيل الذي استفاد من عمل مختلف الإصلاحيين الفيكتوريين الراديكاليين، والمؤسسات التعليمية الثلاث التي ذهبت إليها، وهي كلية شلتنهام للسيدات، وكلية نيونهام في كامبريدج، وكلية لندن للطب للنساء، كلها تعكس إنجازاتهم. ولكل هذه المؤسسات هندسة فيكتورية أنيقة وشامخة.
ذهبت لوسي ويلز في سبتمبر 1903م إلى كلية شلتنهام للسيدات، التي تأسست في عام 1854م من قبل دوروثيا بيل، رائدة فكتورية في إصلاح تعليم المرأة. كانت الآنسة بيل مؤيدة لحق المرأة في التصويت، بعد أن كانت واحدة من الدول الموقعة على عريضة جون ستيوارت ميل لعام 1867م إلى البرلمان لمنح النساء الأصوات، وكانت مديرة الكلية من عام 1858م حتى وفاتها في عام 1906م. كانت إديث شقيقة لوسي ويلز الكبرى أكبر منها بعامين، ويدرسان معا في المسكن ذاته، جلينلي. وكان جلينلي أكثر تكلفة وعزلة من المساكن الأخرى.
أنشأت الآنسة بيل مدرسةً كانت، على الرغم من امتيازها اجتماعيًا وفكريًا، راديكالية وتقدمية. زودت المدرسة الفتيات بمستوى عال من التعليم الأكاديمي حيث كان هناك تركيز قوي على العلوم والرياضيات. شجعت الاستقلال والروح العامة والطموح في الحياة المهنية والأكاديمية. التحقت ماريون راسل واتسون، وهي محمية لجون راسكن، بالمدرسة وتبرع روسكين لها بعدد من الكتب والمخطوطات المهمة والقيمة.

في سبتمبر 1907م، ذهبت لوسي ويلز إلى كلية نيوهام كامبريدج. كانت نيونهام ثاني كليات كامبريدج النسائية. إذ أُسست جيرتن في عام 1869م بينما أسست نيوهام في عام 1872م، ويرجع ذلك بشكل رئيسي إلى العمل الرائد لهنري سيدويك، ثم أحد تابعي الثالوث. توفي سيدويك في عام 1890م، ولكن أرملته إلينور كانت مديرة الكلية عندما وصلت لوسي ويلز. وكان شقيق إلينور آرثر بلفور رئيسًا للوزراء في الفترة من 1902 إلى 1905 وزار الكلية مرارًا أثناء الأعوام التي قضتها لوسي هناك.
كان لآن كلاو، مديرة نيونهام الأولى، التزام مماثل لالتزام سيدويك، بتقديم أجود تعليم للنساء في الكلية دون أي انتماء ديني معين.
كوان على نيونهام ومؤسسيها الكفاح من أجل الحصول على اعتراف من سلطات جامعة كامبريدج. سمحت الجامعة للنساء (ثم من كليتي جيرتن ونيونهام) بالحصول على امتحاناتها، لكنها رفضت منحهن شهادات كاملة حتى عام 1948.
في كامبردج، تأثرت لوسي ويلز بشدة من قبل عالم النبات ألبرت تشارلز سيوارد، وأيضاً من قبل عالم الحفريات هربرت هنري توماس الذي كان يعمل في علم الكائنات الحية المجهرية.
أنهت لوسي ويلز دراستها في عام 1911م وحصلت على الدرجة الثانية في الجزء الأول من العلوم الطبيعية في عام 1910م والدرجة الثانية في الجزء الثاني (علم النبات) في عام 1911م. لأنها لم تستطع الحصول على الدرجة العلمية، حصلت على شهادة تثبت دراستها المواد الجامعية ونجاحها فيها. في عام 1928م حصلت على «شهادة جامعية» من ماجستير كانتاب، وهي مرحلة بين الشهادات والدرجات العلمية كانت تعطى بين 1921م إلى 1948م.

### 1911م إلى 1914م
في فبراير 1911م، توفي والد لوسي ويلز في سن ال 52. كانت لوسي مقرّبة جدًا من والدها، وربما أثر موته غير المتوقع على نتائج امتحاناتها النهائية في ذلك الصيف. في عام 1913م توفيت أختها الكبرى إديث عن عمر يناهز 26 عامًا.
لاحقًا في نفس العام، سافرت لوسي ووالدتها إلى سيلان بحرًا، أو ما تعرف حاليا بسريلانكا، لزيارة بعض الأقارب والأصدقاء هناك. في 1914م أبحرت إلى جنوب أفريقيا مع شقيقها الأصغر، جوردن. كانت إحدى زميلاتها من نيونهام محاضرةً في علم النبات في كلية جنوب أفريقيا، وكانت كلتاهما معجبتان بأطروحات فرويد. وعندما بدأت الحرب في أغسطس 1914م، جُنّد شقيق لوسي مع الحزب السكوتلاندي بمقاطعة الترانسفال في جنوب أفريقيا. تطوعت لوسي كممرضة في أحد مستشفيات كيب تاون، قبل أن تعود مع زميلتها إلى إنجلترا.

### لندن (مستشفى رويال فري) كلية الطب للبنات
في يناير 1915، التحقت لوسي ويلز كطالبة في كلية الطب (مستشفى لندن الحر) للنساء («المدرسة»)، التي كانت آنذاك جزءًا من جامعة لندن. تم إنشاء المدرسة في عام 1874 باعتبارها كلية لندن للطب للنساء وكانت أول مدرسة طبية في بريطانيا لتدريب النساء. كان أساس المدرسة بسبب صوفيا جكس بليك وأنصارها. من بين هؤلاء «تشارلز داروين» و«اللورد شافتسبري» و«توماس هكسلي» مع عدد من الأطباء الرائدات، من بينهم أول امرأة في إنجلترا تحصل على مؤهل طبي، إليزابيث غاريت أندرسون. في عام 1877، وافق المستشفى الملكي المجاني على السماح لطالبات المدرسة بالوصول إلى الأقسام وأقسام العيادات الخارجية، وفي عام 1898 تضافرت المؤسستان مع المدرسة وغُيّر اسمها إلى كلية الطب في لندن (مستشفى رويال فري) للنساء. أصبحت جزءًا من جامعة لندن.
كان للمدرسة روابط قوية مع الهند، وكان لديها عدد من الطالبات الهنديات، بما في ذلك الدكتورة جينشا جيهارد، أول امرأة هندية تتأهل مع شهادة في طب التوليد وأمراض النساء في عام 1919، أي قبل العام الذي تخرجت فيه لوسي ويلز.
أصبحت لوسي ويلز ممارسًا طبيًا مؤهلًا قانونيًا وحصلت على مؤهل من الكلية الملكية للأطباء في لندن منحت في مايو 1920م، وحصلت على درجة بكالوريوس الطب من جامعة لندن وبكالوريوس العلوم في ديسمبر 1920م. كانت آنذاك تبلغ الثانية والثلاثين من عمرها.

## السيرة المهنية

### 1920 إلى 1928م
بعد نيلها الدرجة العلمية، قررت لوسي ويلز عدم ممارسة الطب، ولكن البحث والتدريس في قسم علم الأمراض الكيميائي في رويال فري. عملت هناك مع كريستين بيلمان (لاحقًا السيدة أوليسيس ويليامز) التي كانت في جيرتن في الوقت نفسه كانت لوسي في نيونهام، وشاركتا سويًّا في إجراء دراسات عن الأيض أثناء الحمل.

### إلى الهند
في عام 1928، بدأت لوسي ويلز عملها البحثي الأساسي في الهند حول فقر الدم كبير الخلايا أثناء الحمل. كان هذا سائدا بشكل حاد بين النساء الفقيرات المصابات بفقر التغذية، وخاصة العاملات في صناعة النسيج. طلبت منها الدكتورة مارغريت بلفور من الخدمة الطبية الهندية الانضمام إلى لجنة التحقيق في وفيات الأمهات التي ترعاها جمعية صندوق البحث الهندي بمعهد هافكين في بومباي (مومباي حاليًا). كما قدمت مؤسسة ليدي تاتا الدعم المالي.
قضت لوسي ويلز أعوامها مابين 1928م و 1933م في الهند، وكان معظمها في معهد هافكين في بومباي. في صيف عام 1929م، من أبريل إلى أكتوبر، نقلت عملها إلى معهد باستور الهندي في كونور (حيث كان السير روبرت مكاريسون مدير أبحاث التغذية)، وفي أوائل عام 1931 كانت تعمل في مستشفى كاست وجوشا في مدراس. . في صيف 1930م و 1931م و 1932م عادت إلى إنجلترا لبضعة أشهر واستمرت في عملها في مختبرات علم الأمراض في رويال فري. عادت إلى رويال فري بدوام كامل في عام 1933م، ولكن كانت هناك زيارة عمل أخرى لمدة عشرة أسابيع لمعهد هافكين من نوفمبر 1937م إلى أوائل يناير 1938م. في هذه المناسبة، ولأول مرة، سافرت لوسي ويلز عن طريق الجو إلى كراتشي عن طريق البحر.
كانت الرحلة الجوية في أكتوبر 1937ك على متن إحدى طائرات الخطوط الجوية الإمبراطورية، على طريقها الذي تم افتتاحه مؤخرًا يحمل البريد وبعض الركاب. كان القارب الطائر عبارة عن قارب طيران من فئة "C" من فئة «إمباير». بدأ الطريق في ساوثامبتون وشمل الهبوط على المياه للتزود بالوقود في مرسيليا، براتشيانو بالقرب من روما، برينديزي، أثينا، الإسكندرية، طبريا، الحبانية غرب بغداد، البصرة، البحرين، دبي، جوادر وكراتشي، مع توقف الليلة الماضية في روما، الإسكندرية والبصرة والشارقة (خارج دبي). كانت الرحلة التي استمرت خمسة أيام هي الأولى من رحلات الخطوط الجوية الإمبراطورية التي تتجاوز الإسكندرية.
تم تقديم لوسي ويلز بشكل جيد في الهند، ربما من خلال الدكتورة مارغريت بلفور والسيد روبرت مكاريسون. في بومباي كانت تتناول الطعام مع المحافظين وزوجاتهم في مقر الحكومة - السير ليزلي ويلسون في عام 1928 والسيد فريدريك سايكس في عام 1929. في عام 1929، زارت ميسور وكتبت لأخيها «كنت محظوظةً للغاية إذ كنت تحت جناح السير تشارلز تودونتر، وهو شخص مهم للغاية هناك». كان تودونتر حاكمًا لمدراس، وفي عام 1929 كان سكرتيرًا لمهراج ميسور، أحد أغنى رجال العالم.

### فقر الدم أثناء الحمل
لاحظت لوسي ويلز وجود علاقة واضحة بين العادات الغذائية لفئات مختلفة من نساء بومباي واحتمال إصابتهن بفقر الدم أثناء الحمل. كانت النساء الفقيرات المسلمات هن اللائي لديهن أغذية أكثر عسرًا وأكبر عرضة للإصابة بفقر الدم.
كان يعرف آنذاك باسم «فقر الدم الخبيث أثناء الحمل». ومع ذلك، كانت لوسي ويلز قادرة على إثبات أن فقر الدم الذي لاحظته يختلف عن فقر الدم الخبيث الحقيقي، لأن المرضى لا يعانون من الكلوروهيدريا، وعدم القدرة على إنتاج حمض المعدة. علاوة على ذلك، فبينما استجاب المرضى لمستخلصات الكبد الخام، لم يستجيبوا لمستخلصات الكبد «النقية» (فيتامين ب 12) التي ثبت أنها تعالج فقر الدم الخبيث الحقيقي. لقد افترضت أنه يجب أن يكون هناك عامل تغذوي آخر مسؤول عن فقر الدم كبير الخلايا غير نقص فيتامين ب 12 . لعدة سنوات، كان هذا العامل التغذوي معروفًا باسم «عامل ويلز»، وقد ظهر لاحقًا في الأربعينيات من القرن الماضي، أنه حمض الفوليك، الذي يكون الشكل الاصطناعي منه عبارة عن حمض الفوليك.
قررت لوسي ويلز دراسة المعالجات الغذائية الممكنة من خلال دراسة تأثيرات التلاعب الغذائي على فقر الدم كبير الحجم في الفئران البيضاء. تم هذا العمل في مختبرات البحوث الغذائية في معهد باستور الهندي في كونور. أصبحت الفئران التي تتغذى على نفس نظام غذائي مثل النساء المسلمات في بومباي يعانون من فقر الدم، والحوامل يموتن قبل الولادة. تم منع فقر الدم في الجرذان عن طريق إضافة الخميرة إلى النظم الغذائية الاصطناعية التي لا تحتوي على فيتامين ب. تم تكرار هذا العمل لاحقًا باستخدام قرود الريسوس.
مرة أخرى في بومباي، أجرت لوسي ويلز تجارب سريرية على المرضى الذين يعانون من فقر الدم كبير الخلايا، وأثبتوا تجريبياً أن هذا النوع من فقر الدم يمكن الوقاية منه وعلاجه بواسطة مستخلصات الخميرة، وأرخص مصادرها هي المرميت.

### بعد الهند
عادت لوسي ويلز مرة أخرى إلى مستشفى رويال فري من عام 1938م وحتى تقاعدها في عام 1947م. خلال الحرب العالمية الثانية كانت طبيبة بدوام كامل في خدمة الطوارئ الطبية. تعطل العمل في قسم علم الأمراض لبضعة أيام في يوليو 1944م (وقُتل عدد من الأشخاص) عندما تعرض المستشفى لضربة مباشرة من قنبلة V1. بحلول نهاية الحرب، كانت مسؤولة عن علم الأمراض في مستشفى رويال فري وانشأت أول قسم لأمراض الدم هناك. بعد تقاعدها، سافرت لوسي ويلز على نطاق واسع، بما في ذلك إلى جامايكا وفيجي وجنوب إفريقيا، لتواصل ملاحظاتها حول التغذية وفقر الدم.

## الحياة الشخصية
لم تتزوج لوسي ويلز أبدًا - لقد كانت من جيل (وفئة) فقد عددًا كبيرًا من شبابه على الجبهة الغربية. كانت قريبة من والديها وإخوتها وأطفالهم. استمتعت بعدد من الصداقات الوثيقة مدى الحياة، بما في ذلك مع كريستين وأوليسيس ويليامز، مع مارجوت هيوم المعاصرة في كامبردج (والتي كانت تمتلكها كوخًا مشتركًا في ساري، حيث كانت حديقة النباتات الخاصة بهما مزروعة)، ومع كيت لوكان (البطة الارملة، والدة الإيرل المختفي)، الذي كان زميلًا في حزب العمال في تشيلسي.
وصفتها النعايا والمنشورات الأخرى بأنها مستقلة، مُسيطرة، ولا تعاني من الحماقة، معلمة سعيدة ومتحمسة، ومتزلجة لا تقهر، ومسافرة متحمسة، وعاشقة لجمال الطبيعة، ومرحة، ومسلية.
توفيت لوسي ويلز في 26 أبريل 1964.

## المنشورات
أول ورقة معروفة لوسي ويلز في عام 1914م، حول الطبقة الخارجية للنبات (الكيوتكل). كانت هناك ورقتان أخريان في العشرينات من القرن الماضي قبل أن تبدأ عملها في الهند. نشرت أربعة تقارير عن الدراسات الميدانية والمعملية التي أجرتها في الهند في المجلة الهندية للبحوث الطبية في عامي 1930 و 1931م. بعد عودتها إلى إنجلترا، كان هناك عدد من الأوراق الأخرى المتعلقة بعملها في فقر الدم المداري كبير الخلايا.